# Shonan junai gumi - La banda dell'amore puro di Shonan
Shonan junai gumi - La banda dell'amore puro di Shonan (湘南純愛組!?, Shonan jun'ai gumi!, lett. "La banda dell'amore puro di Shonan!") è un manga scritto e disegnato da Tōru Fujisawa dal 1991 al 1996 sulla rivista Weekly Shōnen Magazine composta da 31 volumi. Negli anni novanta sono state realizzate una serie anime OAV composta da 5 episodi ed un film live action distribuito in cinque VHS.
È la prima opera riguardante il duo di personaggi Eikichi Onizuka e Ryuji Danma, chiamati Oni-Baku, a cui seguirà il prequel Bad Company e poi Great Teacher Onizuka e vari spin-off. L'edizione italiana (edita dalla Dynit) ha come traduzione letterale del titolo "La banda dell'amore puro di Shonan" ed è conosciuta anche come "Young GTO - Le avventure del giovane GTO".

## Trama
Eikichi Onizuka e Ryuji Danma sono due teppisti liceali che, nonostante la loro fama nelle risse, dove sono conosciuti col nome Oni-Baku, non hanno fortuna con le ragazze e sono ancora vergini. Tenteranno così di liberarsi della loro verginità cambiando scuola e stile di vita. Nonostante ciò la loro fama li rende bersagli dei vari teppisti e delle varie bande che tentano di raggiungere il titolo di più forte di Shōnan. Così tra una rissa e l'altra tenteranno di approcciare più ragazze possibili per raggiungere finalmente il loro obiettivo.

## Personaggi

Ryuji ed Eikichi nel primo OAV

- Eikichi Onizuka (鬼塚英吉?, Onizuka Eikichi): soprannominato "demone" (dal primo kanji del suo cognome "oni"), fa parte del duo Oni-Baku. Fortissimo nelle risse ma completamente incapace e sfortunato con le ragazze, Eikichi ha un grande cuore e malgrado il suo carattere rozzo, si prodiga sempre ad aiutare le persone e gli amici nei guai. Ha i capelli tinti di biondo raccolti in un'acconciatura a banana. Vive con sua madre in un appartamento anche se in seguito viene sbattuto fuori dall'appartamento e va ad abitare con Ryuji in uno squallido monolocale. Eikichi guida una Kawasaki Zephyr 1100, ma è anche il legittimo proprietario della leggendaria moto di Masaki, la Kawasaki Z2, portata poi da Eikichi a 900cc sostituendo il motore originale con quello di una Z1.
- Ryuji Danma (弾間龍二?, Danma Ryūji): soprannominato "ragazzo bomba" (da un'altra lettura del kanji del suo cognome), Ryuji è il secondo membro del duo Oni-Baku. È molto abile nelle risse ed è fortunato con le donne, avendo avuto una relazione prima con la sua insegnante, Ayumi, e più tardi con Nagisa. Proviene da una famiglia normale che conduce una vita tranquilla e disapprova totalmente il suo pessimo comportamento, arrivando a volte a chiuderlo fuori casa la notte; solo sua sorella maggiore Yoko lo appoggia invitandolo a casa sua quando ne ha bisogno. Lavora presso un benzinaio e Ryuji guida una Honda CBX 400F.

## Media

### Manga
Il manga è stato pubblicato per la prima volta in Giappone nel marzo 1991, dalla Kōdansha, per proseguire fino al dicembre 1996, per un totale di 267 capitoli raccolti in 31 tankōbon, di cui il primo è uscito a marzo 1991 mentre l'ultimo nel dicembre 1996. Successivamente, dal maggio al dicembre 2000 uscì una seconda edizione, composta stavolta da 15 bunkoban denominata "edizione speciale super volume" con circa 400 pagine ciascuno con una sovraccoperta doppia: sul lato esterno c'è la copertina della nuova edizione, mentre su quello interno ci sono le copertine dei volumi originali.
La Dynit a partire dal 6 luglio 2005 al 20 febbraio 2008 ha pubblicato l'edizione bunkoban di 15 volumi col titolo Shonan Junai Gumi - La banda dell'amore puro di Shonan, poi ripubblicata in 5 cofanetti di 3 volumi l'uno nel 2010. L'edizione nordamericana è stata edita dalla Tokyopop fino al volume 10 e da Vertical Inc. dal volume 11 in poi ed è stata intitolata GTO: The Early Years. Il primo volume è stato pubblicato il 13 giugno 2006 al 23 ottobre 2012. Il manga è edito anche in Francia da Pika Édition nell'edizione originale di 31 volumi tra il 17 maggio 2005 all'8 luglio 2009 col titolo Young GTO! Shonan Junai Gumi. In Taiwan la serie è pubblicata da Tong Li Publishing.

### OAV
Sono stati pubblicati 5 OAV in VHS tra il 21 gennaio 1994 ed il 24 gennaio 1997. I primi due OAV sono stati diretti da Katsumi Minokuchi, il terzo da Gyou Suzuki, il quarto da Takesho Yamaguchi ed il quinto da Noboru Matsui, sono stati tutti prodotti da Mitsuo Sejima, mentre Hideyuki Hori e Issei Futamata hanno rispettivamente doppiato Ryuji Danma e Eikichi Onizuka.

#### Episodi OAV
| Nº | Titolo italiano Giapponese 「Kanji」 - Rōmaji                                                                               | In onda           | In onda |
| Nº | Titolo italiano Giapponese 「Kanji」 - Rōmaji                                                                               | Giapponese        |         |
| 1  | Shonan Junai Gumi! 「湘南純愛組!」 - Shōnan junai gumi!                                                                     | 21 gennaio 1994   |         |
| 2  | Shonan Junai Gumi! 2 「湘南純愛組!2」 - Shōnan junai gumi! 2                                                                | 23 settembre 1994 |         |
| 3  | Shonan Junai Gumi! 3: Fuggi Angelo Infernale 「湘南純愛組!3 地獄の暴走天使」 - Shōnan junai gumi 3: Jigoku no boosoo tenshi | 23 giugno 1995    |         |
| 4  | Shonan Junai Gumi! 4: Cacciando la Morte 「湘南純愛組!4 死神狩り」 - Shōnan junai gumi! 4: Shinigami kari                   | 24 maggio 1996    |         |
| 5  | Shonan Junai Gumi! 5: Onibaku per sempre 「湘南純愛組!5 鬼爆よ永遠に」 - Shōnan junai gumi! 5: Onibaku yo eien ni           | 24 gennaio 1997   |         |

### Live action
Tra il 27 gennaio 1995 ed il 25 aprile 1997 sono stati pubblicati in VHS un adattamento live-action in cinque OAV distribuiti da Tokuma Japan Communications con Naoki Miyashita nel ruolo di Eikichi Onizuka e Shougyou Yamaguchi nel ruolo di Ryuji Danma. I primi tre OAV sono stati diretti da Hideo Nanbu mentre gli ultimi due da Noboru Matsui.